# سرو

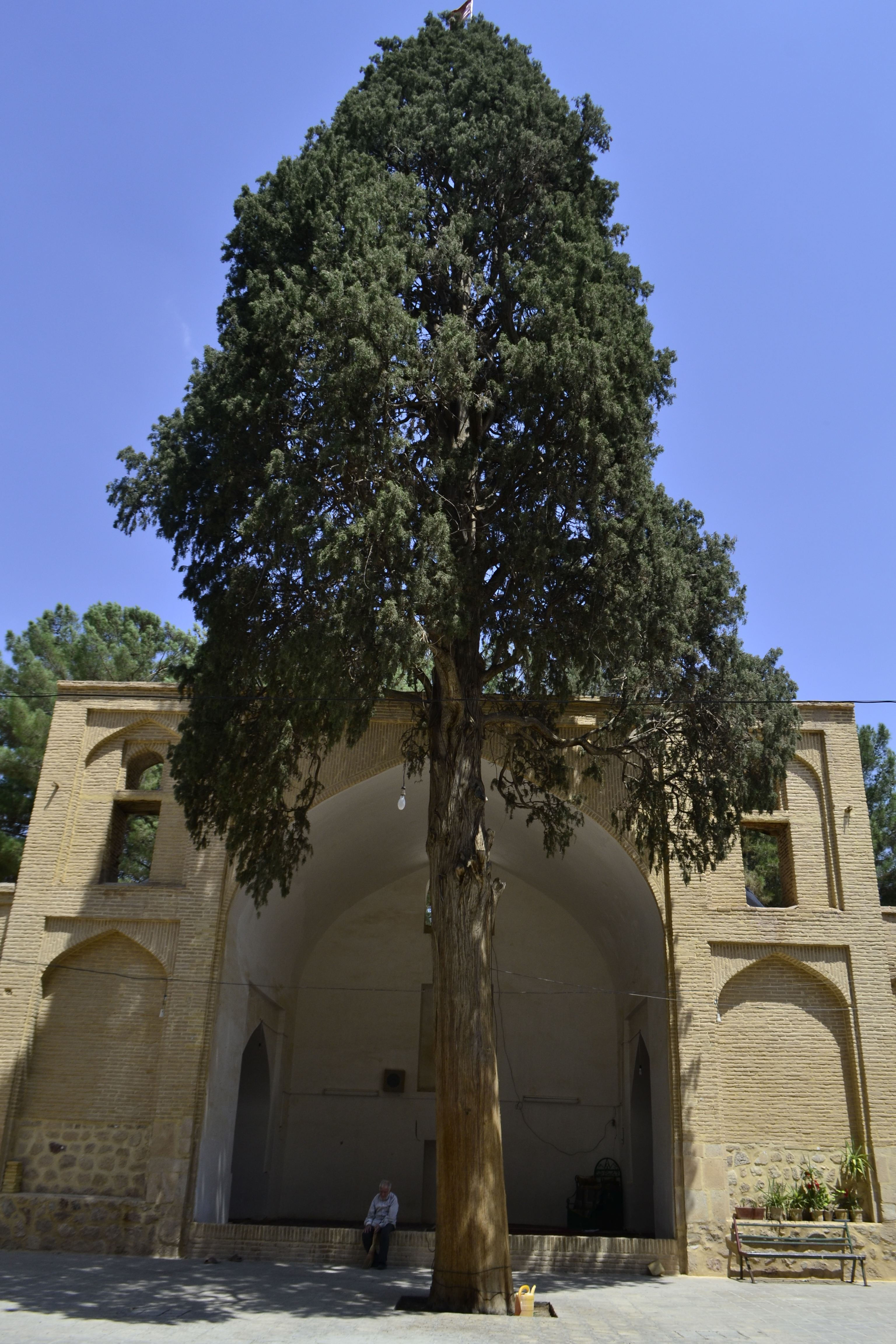
ایوان کوچک مسجد جامع کبیر نی‌ریز همراه با درخت سرو

سرو درخت همیشه سبزی است که، در بیشتر مناطق ایران می‌روید. معمولا در مناطق گرم معتدل و نیمه گرمسیری آسیا، اروپا و آمریکای شمالی یافت می شود. سرو ابرکوه(ابرقو)، با چهار هزار و پانصد سال قدمت، کهن‌ترین درخت سرو در جهان است.سرو طرز راور نیز به عنوان بلند ترین سرو ایران شناخته می شود.

## سرو ایرانی
درخت سرو مدیترانه‌ای به عنوان درخت ملی ایران در فهرست درختان ملی دنیا ثبت شده‌است.
درخت سرو از هزاران سال پیش در ایران کاشت شده‌است و یکی از نمونه‌های کهنسال این درخت، سرو کشمر (کاشمر) بوده‌است که کاشت آن را به زرتشت دانسته‌اند. اکنون نیز نمونه‌های کهنسال دیگری از درخت سرو در جاهای دیگر ایران همچنان استوار است که مهم‌تر از همه، سرو قدمگاه بوانات فارس، سرو شهرستانک و سرو ابرقو که سروهای کهنسال چند هزارساله هستند. بته جقه اشاره به سرو دارد. یکی از ذخیره‌گاه‌های کم‌مانند سروهای کهنسال در استان ایلام است که آن‌ها را به نام سروهای زربین می‌شناسند.
همچنین اقصی نقاط استان خراسان جنوبی و خراسان رضوی خاستگاه این درخت می‌باشد که تمامی آن‌ها در آیین‌نامه اجرایی قانون تشکیل میراث فرهنگی و گردشگری در فهرست میراث طبیعی ملی به ثبت رسیده‌اند. از جمله آن‌ها می‌توان موارد زیر را نام برد که قدمت آن‌ها از ۶۰۰ سال تا ۱۴۰۰ سال می‌باشد (به سال ۱۴۰۰ شمسی):
سرو های کهنسال طرز (از توابع شهرستان راور )
- سرو کهنسال زیبد از توابع گناباد سرو کاشمر و سرو بهلگرد (از توابع بخش مرکزی بیرجند)
- سرو کهنسال فورگ (از توابع بخش مرکزی شهرستان درمیان)
- سرو کهنسال گسک (از توابع بخش قهستان شهرستان درمیان)
- سرو کهنسال تلخک زول (از توابع بخش مرکزی قائنات)
- سرو کهنسال نوفرست (از توابع بخش مرکزی بیرجند)
- سرو کهنسال مهموئی (از توابع بخش مرکزی قائنات)
- سرو کهنسال اسفاد (از توابع بخش شاسکوه شهرستان زیرکوه)
- سرو کهنسال استند (از توابع بخش شاسکوه شهرستان زیرکوه)
- سرو کهنسال مولید زیرکوه (از توابع بخش مرکزی شهرستان زیرکوه)
- سرو کهنسال محمدآباد (از توابع بخش مرکزی شهرستان زیرکوه)
- سرو کهنسال شیرگ (از توابع بخش زهان شهرستان زیرکوه)
- درختان سرو کهنسال خرو (از توابع بخش مرکزی شهرستان طبس)
- درختان سرو کهنسال نوغاب پسکوه (از توابع بخش مرکزی شهرستان قائنات)نماد سرو ایرانی برروی یک سنگ مزار تاریخی واقع در گورستانی در شهر نیاسر

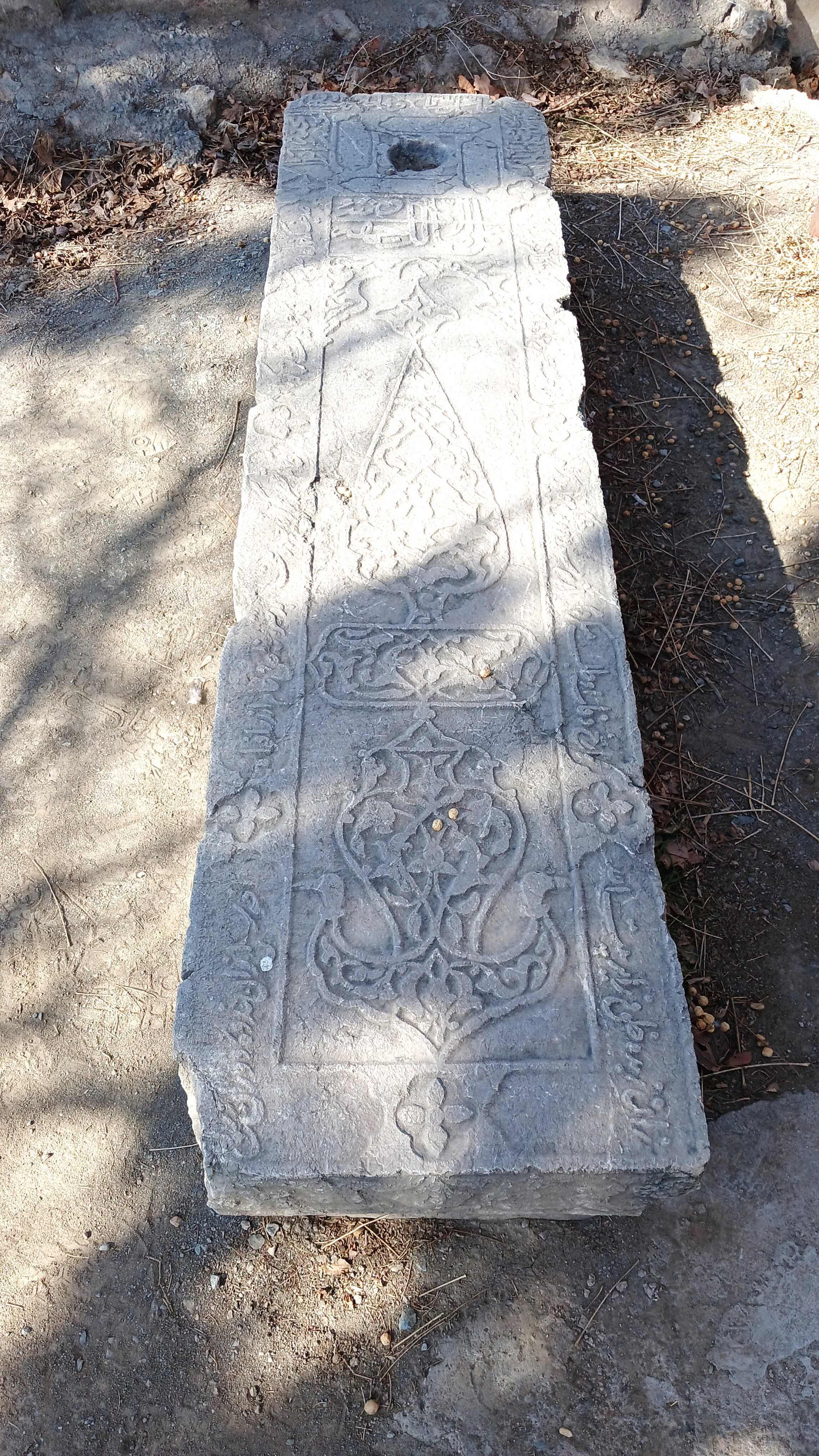
نماد سرو ایرانی برروی یک سنگ مزار تاریخی واقع در گورستانی در شهر نیاسر

## مفهوم سرو

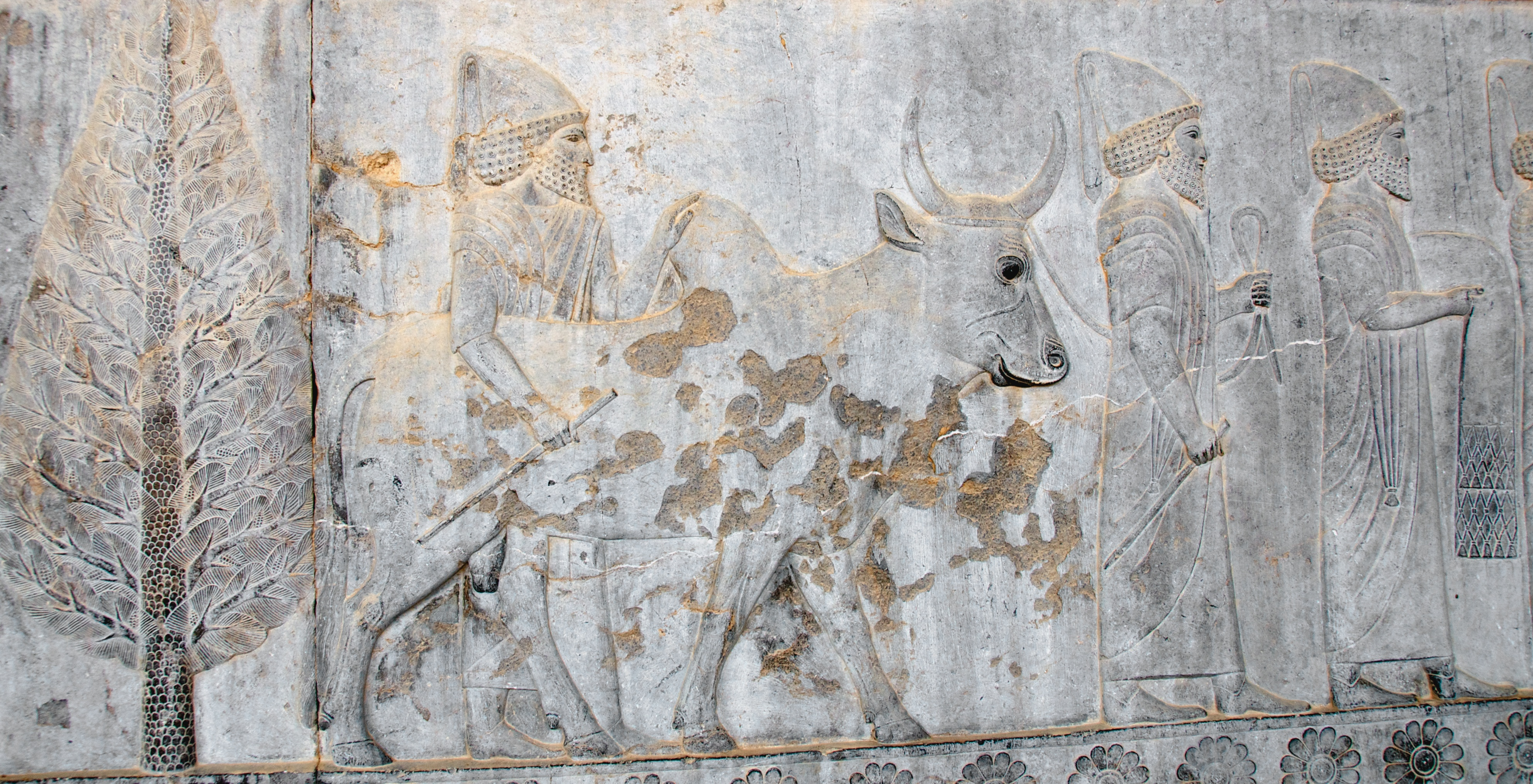
نقش سرو بر سنگ‌نگاره‌های تخت جمشید

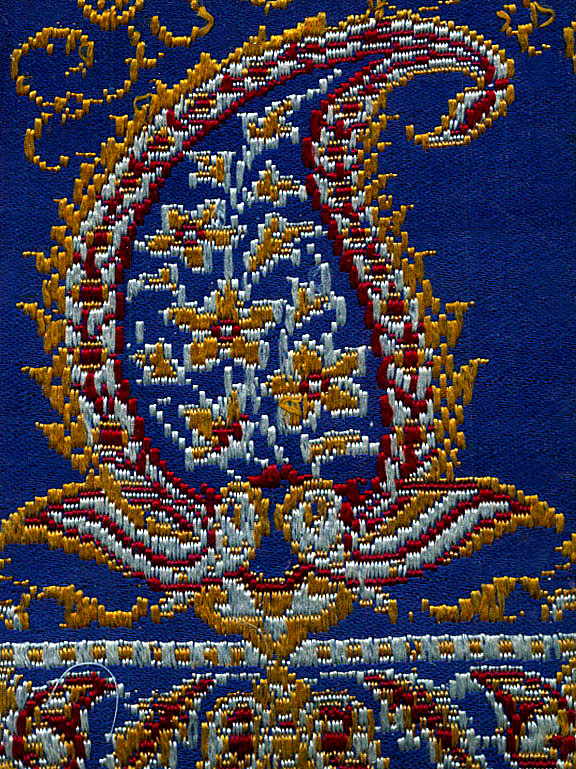
زربفت اطلسی، بته‌جقهٔ متمایل به راست

سرو به عنوان نماد آزادگی، پایداری و زندگی توصیف می‌شود و در فرهنگ ایران جایگاه کلیدی دارد. این درخت به عنوان یک درخت درست قامت و همیشه سبز حتی در سرما پایداری می‌کند. درست قامتی سرو (سرو سهی) از آن جهت مهم است که برخلاف درختان دیگر با تغییر عوامل و فشارهای داخلی و خارجی در نهایت به چپ یا راست منحرف نمی‌شود و روند رشد درست خود را حفظ می‌کند از اینرو ایرانیان باستان آن را الگوی طبیعی برای انسان می‌دانستند. واژه سروش (فرشته پیام آور) برگرفته از واژه سرو می‌باشد. از آنجایی که انسان حاصل انتخابهای خود را برداشت خواهد کرد، درستی سبب می‌شود فرد به مرور زمان زندگی متعادلی پیدا کند. طبیعت درست گرای این درخت سبب شده که چپگرایی یا راستگرایی برایش بی مفهوم باشد، بعضی شاخه‌هایش به سمت چپ است و بعضی به سمت راست. ولی در نهایت حاصل این انتخابها این است که متعادل می‌شود و نتیجه این اعتدال این است که در هر شرایط آب و هوایی زندگی می کند و حیات طولانی هم می یابد.